# Estádio Tomás Adolfo Ducó
O Tomás Adolfo Ducó, também conhecido popularmente como el Palacio, é um estádio multiuso localizado no bairro Parque Patricios, na Cidade Autônoma de Buenos Aires, na Argentina. A praça esportiva, usada principalmente para o futebol, pertencente ao Club Atlético Huracán, foi inaugurada em 17 de agosto de 1924 e tem capacidade aproximada para 48 314 espectadores.
No ano de 2008, o estádio foi declarado como Patrimônio da Cidade Autônoma de Buenos Aires.

## História

### Jorge Newbery

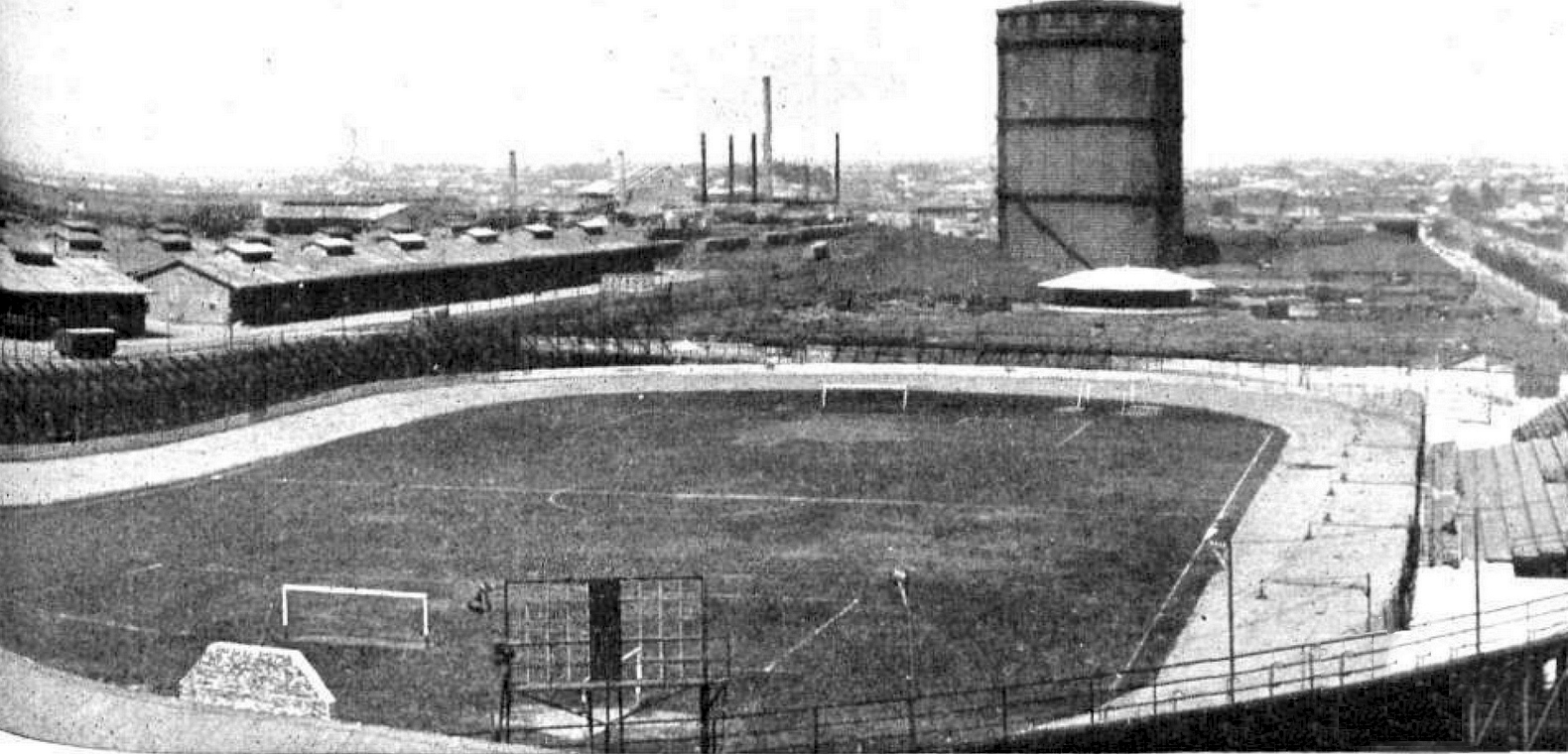
O estádio em 1937

O primeiro campo de futebol do Huracán ficava em um terreno que pertencia ao Município de Buenos Aires. O clube alugou o local de 1911 a 1913, quando a Prefeitura obrigou o clube a deixar o terreno e se estabelecer em outro local. Em 1914, o Huracán mudou-se para um campo que ficava próximo ao estádio do San Lorenzo de Almagro. Em 1923, o clube abandounou a cancha.[carece de fontes?]
Em agosto de 1924, o clube alugou uma propriedade no Parque Patricios para construção de seu estádio. Em 17 de agosto de 1924, o Huracán inaugurou estádio com arquibancadas de madeira, com um triunfo por 4–0 numa partida contra o Colón de Santa Fé. Com capacidade para 12 mil pessoas, a cancha recebeu o nome do aviador argentino Jorge Newbery, cujo balão inspirou o escudo do clube. Em 23 de abril de 1939, a diretoria do clube resolveu adquirir a propriedade através de um empréstimo concedido pelo Governo Nacional.

### Tomás Adolfo Ducó

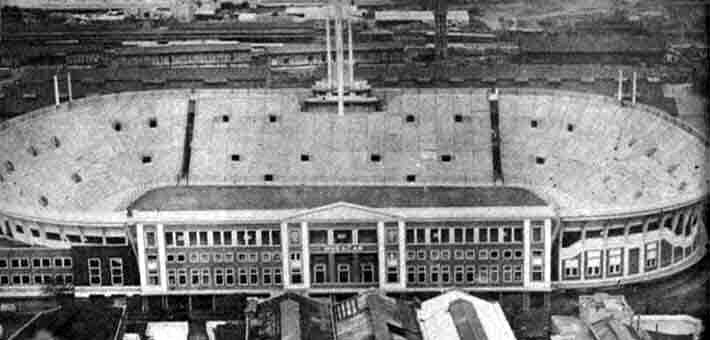
O remodelado estádio no dia de sua inauguração, 1949

Dois anos depois, em outubro de 1941, começaram as obras do estádio, agora com arquibancadas de concreto em substituição às antigas arquibancadas de madeira. Já em 1943, uma maquete e detalhes técnicos do grande estádio foram apresentados e, em 10 de agosto daquele ano, as arquibancadas começaram a ser levantadas. As obras no estádio do Huracán duraram cerca de seis anos. O estádio remodelado foi reaberto em 7 de setembro de 1947, em uma partida da Primera División contra o Boca Juniors. Huracán venceu por 4–3. No entanto, a inauguração oficial só aconteceu em 10 de novembro de 1949, quando o Huracán derrotou o Peñarol do Uruguai por 4–1. Em 23 setembro de 1967, o estádio foi rebatizado como "Tomás Adolfo Ducó", homenageando o presidente mais notável do clube, que também foi o principal motor na construção do estádio, e um ex-jogador.

### Origem do nome
O estádio recebeu o nome do tenente-coronel Tomás Adolfo Ducó, presidente do Huracán em três períodos (1938–45, 1949, 1952–54) e considerado o presidente mais notável da história do instituição, além de ser o promotor da reconstrução do estádio na década de 1940.

## Na cultura popular
O estádio Tomás A. Ducó foi o primeiro do futebol argentino a aparecer em um filme vencedor do Oscar, O Segredo dos Seus Olhos ("El Secreto de Sus Ojos"). No filme, o inspetor Espósito (interpretado por Ricardo Darín) e seu colaborador Sandoval (Guillermo Francella) assistem a uma partida Huracán x Racing – realizada no Palácio Ducó – em busca de um suspeito de assassinato, sabendo que ele era um forte torcedor do Racing.
A frase sobre a paixão do suspeito por um time ("O cara pode mudar qualquer coisa; seu rosto, casa, família, namorada, religião, Deus. Mas há uma coisa que ele não pode mudar: sua paixão") tornou-se um dos momentos mais memoráveis do filme, não só para descrever o personagem, mas a paixão argentina pelo futebol.